# ゾディアック・ワークス
ゾディアック・ワークス（ZODIACWORKS）は、かつて存在したギター工房、およびそのブランド名。創業者は松﨑淳。

## 概要
1992年、FERNANDESに勤務していたギタービルダーで布袋寅泰の専属ギターテックの松﨑淳が同社を退社し創業。
松﨑はFERNANDESで数多くのアーティスト・モデルを手がけており、代表的なものとしてTE-HTに代表される布袋寅泰モデルや、hideモデルがある。また、世界で一番売れたギターとして有名なZO-3を作った人物でもある。
同社の手がけるギターにはスタンダード仕様なモデルも存在するが、その一方で素材や造りなど既成の概念に囚われない独自のモデルのギターも手がけていた。主にアーティスト向けのオーダーメイドギターを制作し、布袋寅泰を始めHISASHI K.A.Z HYDEなどの名だたる著名アーティストの楽器を制作していた。以前は一般ユーザー向けにセミオーダーメイドを実施していた。
2022年2月6日、松﨑が出張先の福岡県にて急逝。
2023年5月31日をもって閉業を発表。既に在庫品も完売しており受注も受付終了。